# Lettre au Greco. Souvenirs de ma vie
 (novembre 2019).
Si vous disposez d'ouvrages ou d'articles de référence ou si vous connaissez des sites web de qualité traitant du thème abordé ici, merci de compléter l'article en donnant les références utiles à sa vérifiabilité et en les liant à la section « Notes et références ».
Lettre au Greco (titre originel : Αναφορά στον Γκρέκο) est le dernier livre de Níkos Kazantzákis. 
Il a été publié à titre posthume en 1961 et traduit dans plus de 20 langues. Il s'agit d'une autobiographie intellectuelle et spirituelle, où l'auteur distingue quatre étapes, marquées par autant de figures tutélaires : le Christ, Bouddha, Lénine et Ulysse.
Cette Lettre au Greco est avant tout le parcours d'un homme confronté à des questions éternelles : la vie et la mort ; l'amour et le sexe ; qui est Dieu et qu'attend-il de nous ; Le poids des origines ; l'aspiration constante à l'élévation ; les utopies ; la littérature comme rédemption.
L'écrivaine brésilienne Hilda Hilst, qui a lu Lettre au Greco dans sa version en français, a été fortement influencée par ce livre. Après l'avoir lu, elle s'est consacrée entièrement à la création littéraire.